# Madelaine Wibom

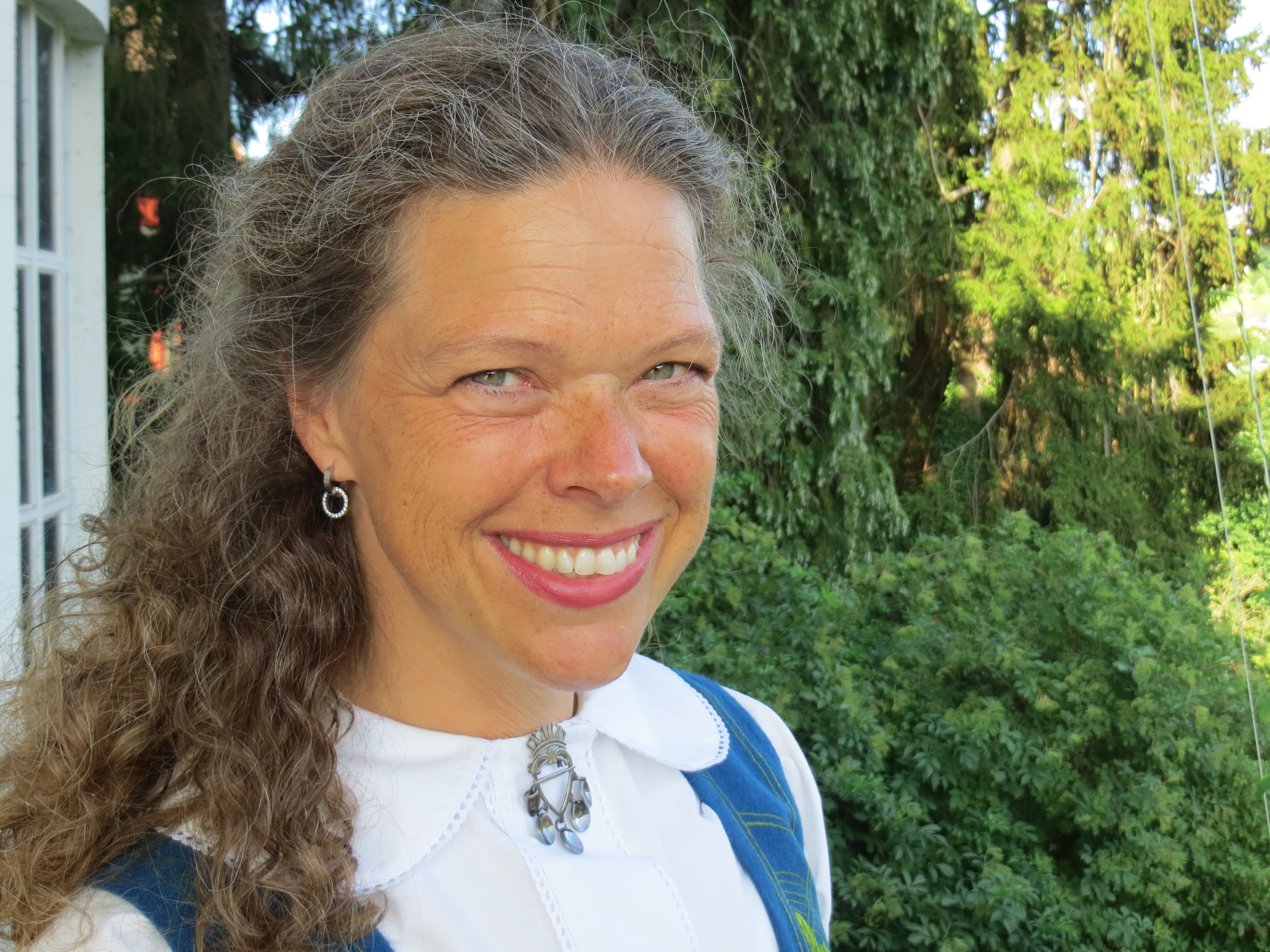
Madelaine Wibom (2022)

Madelaine Wibom, född 28 april 1971 i Stockholm, är en svensk-schweizisk operasångerska. (sopran) och skådespelare.

## Biografi
Madelaine Wibom studerade sång vid Stockholms operaakademi och deltog i mästarklasser med Ileana Cotrubas, Grace Bumbry, Régine Créspine, Håkan Hagegård, Barbara Bonney, Gustav Kuhn, Vera Rosza, Richard Trimborn och Margreet Honig.
Madelaine Wibom var medlem av ensemblen vid Lucerne Theatre från 1998 till 2012 och tilldelades Lucerne Teaters Prix Gala som favoritsångerska 2007.
Hennes repertoar omfattar mer än 50 roller.
Madelaine Wibom är gift med sångaren, dirigenten och kompositören Aaron Tschalèr (född 1968) och bor i Horw nära Luzern i Schweiz.

## Utmärkelser
- Prix Gala av Lucerne Theatre som favoritsångare (2007).

## Diskografi
- Längtan (2008)
- Jul (jul) (2012)